# باتريك أومالي (سياسي)
باتريك أومالي (بالإنجليزية: Patrick O'Malley)‏ هو سياسي أيرلندي، ولد في 1 يوليو 1943. في الانتخابات العمومية الإيرلندية 1987 ‏، انتخب نائب دييل عن دائرة دبلن الغربية ‏ وقد انضم خلال فترته النيابية ‏ (10 مارس 1987 – 25 مايو 1989)  للكتلة البرلمانية حزب الديمقراطيين التقدميين.